# Jacek Kadłubowski
Jacek Kadłubowski (ur. 28 marca 1957, zm. 3 czerwca 2024) – kaskader filmowy, aktor, szkoleniowiec, specjalista i konsultant do spraw koni, partner grupy Polskich Kaskaderów Filmowych Stunts Incorporated Poland. W młodości Rekordzista Polski juniorów w podnoszeniu ciężarów.
W latach 1974–1981 był jeźdźcem Polskiej Rewii Konnej. Umiejętności jeździeckie doskonalił pracując pod okiem trenerów Piotra Milbrata oraz Wandy Wąsowskiej. Po rozpadzie Rewii rozpoczął karierę kaskadera filmowego. Założył Zespół Jeźdźców Kaskaderów „Bonanza”.
Brał udział w pokazach jeździeckich oraz produkcjach filmowych i telewizyjnych.

## Filmografia
- 2007: Braciszek – ewolucje kaskaderskie
- 2006: Chłopiec na galopującym koniu – konsultacja ds. zwierząt
- 2005: Skazany na bluesa – konsultacja ds. zwierząt
- 2005: Boża podszewka, część druga (serial TV) – ewolucje kaskaderskie
- 2001: Wiedźmin – konsultacja ds. koni, ewolucje kaskaderskie
- 2001: Quo vadis – szkolenie byka, efekty specjalne, ewolucje kaskaderskie
- 2001: Przedwiośnie – ewolucje kaskaderskie
- 2000: Życie jako śmiertelna choroba przenoszona drogą płciową – obsada aktorska (ranny kaskader na planie filmu „Bernard i Abelard”)
- 1999: Pan Tadeusz – dobór i szkolenie koni, ewolucje kaskaderskie
- 1999: Operacja Samum – ewolucje kaskaderskie
- 1998: Złoto dezerterów – ewolucje kaskaderskie
- 1997–1998: 13 posterunek (serial TV) – szkolenie psa Pershinga
- 1997: Un air si pur… (Ostatni rozdział) – ewolucje kaskaderskie, obsada aktorska (rzeźnik)
- 1997: Sara – ewolucje kaskaderskie, obsada aktorska
- 1997: Młode wilki 1/2 – ewolucje kaskaderskie
- 1997: Marion du Faouët – chef de voleurs (Królowa złodziei) (serial TV) – ewolucje kaskaderskie
- 1997: Bandyta – ewolucje kaskaderskie
- 1997: Legenda o świętym Wojciechu (spektakl Teatru TV, reż. Krzysztof Zaleski) – ewolucje kaskaderskie
- 1995: Szabla od komendanta – ewolucje kaskaderskie
- 1995: Cwał – konsultacja, ewolucje kaskaderskie
- 1995: Cutthroat Island (Wyspa piratów) – ewolucje kaskaderskie
- 1993–1994: Bank nie z tej ziemi
- 1992: Szwadron – ewolucje kaskaderskie, konsultacja ds. jazdy
- 1988: Łabędzi śpiew – ewolucje kaskaderskie
- 1987: Misja specjalna – ewolucje kaskaderskie
- 1987: Kingsajz – ewolucje kaskaderskie
- 1986: Pierścień i róża – ewolucje kaskaderskie
- 1985: Okruchy wojny – ewolucje kaskaderskie
- 1984: Przemytnicy – ewolucje kaskaderskie
- 1981: Bołdyn – obsada aktorska
- 1980: Kłusownik – obsada aktorska